# Isabeau Levitová
Isabeau Levitová (nepřechýleně Levito; * 3. března 2007 Filadelfie) je americká krasobruslařka, věnující se sólovým jízdám. 
Po matce je italského původu, jméno Isabeau dostala podle hrdinky filmu Jestřábí žena. Krasobruslení se věnuje od roku 2010. Žije v Mount Holly a soutěží za Skating Club of Southern New Jersey. Jejími zálibami jsou četba, háčkování a hra na klavír.
V roce 2021 zvítězila v soutěži juniorek na mistrovství USA v krasobruslení i v závodě ISU Junior Grand Prix ve Francii. V dubnu následujícího roku se stala juniorskou mistryní světa. 
Po přechodu do seniorské kategorie vyhrála Philadelphia Summer Championships i Memoriál Ondreje Nepely a stala se mistryní USA. V listopadu 2022 obsadila druhé místo na MK John Wilson Trophy, kde vytvořila svůj osobní rekord 215,74 bodu. Na mistrovství světa v krasobruslení 2023 byla čtvrtá a ve finále Grand Prix v krasobruslení druhá. Byla členkou vítězného amerického družstva na ISU World Team Trophy. Mezinárodní bruslařská unie ji vyhlásila nejlepším nováčkem roku 2023.
V následující sezóně vyhrála Nebelhorn Trophy a Velkou cenu Francie, na Americké brusli byla druhá. Získala stříbrnou medaili na mistrovství světa v krasobruslení 2024 v Montrealu, kde ji porazila pouze Kaori Sakamotová. Dosáhla tak nejlepšího výsledku pro americké ženské krasobruslení na světovém šampionátu od roku 2016. V srpnu 2024 skončila na třetím místě na Cranberry Cup International.